# Tarnavka, Starîi Sambir
Tarnavka (în ucraineană Тарнавка) este un sat în comuna Murovane din raionul Starîi Sambir, regiunea Liov, Ucraina.

## Demografie
Componența lingvistică a localității Tarnavka
     Ucraineană (99,06%)
     Alte limbi (0,94%)
Conform recensământului din 2001, majoritatea populației localității Tarnavka era vorbitoare de ucraineană (99,06%), existând în minoritate și vorbitori de alte limbi.